# Давньоримські фінанси

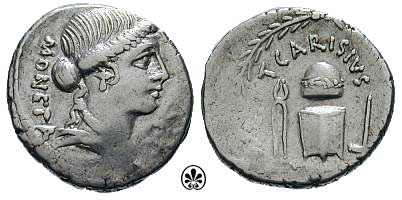
Денарій Тіта Карізія із зображенням Юнони-Монети та інструментів монетного карбування (46 рік до н. е.)

Практика давньоримських фінансів, спочатку започаткована за грецьким зразком, розвивалася в II столітті до нашої ери з розширенням римської монетизації. Римські еліти займалися приватним кредитуванням для різних цілей, і для їх задоволення виникла низка банківських моделей.

## Приватні фінанси

### Об'єднання капіталу
До створення у Римі перших банків, було мало можливостей мобілізувати великі обсяги капіталу, залишаючи римлян діяти в межах обмежень багатства власного домогосподарства. Коли багатство домогосподарства вичерпувалося, еліти римського суспільства часто надавали позики одне одному.  Значення цих кредитів позикодавцю не завжди випливало з прибуткової виплати відсотків, а з соціальних зобов'язань, які ніс отримувач позики перед своїм кредитором.   Формування Societas дозволило використання об'єднаного капіталу. Societas були групами людей, які могли об'єднати свої ресурси, щоб поставити заявку на урядовий контракт, а потім поділитись отриманим прибутком чи спільно виплатити збиток.   Publicanii (державні підрядники) були раннім втіленням Societas, котрі змагалися у торгах за право збирати податки з римських провінцій. Сенаторам було заборонено брати участь у торгівлі, тому це право отримали вершники (equites), торгувати за цими контрактами, виданими цензорами кожні п’ять років.  У Римі були створені банки, які моделювали своїх грецьких колег та запровадили формальне фінансове посередництво. Лівій є першим, хто визнав зростання офіційних римських банків у 310 році до нашої ери.  Стародавні римські банки діяли за приватним законодавством, яке не мало чітких вказівок щодо вирішення справ, що стосуються фінансових питань, що змушувало римські банки повністю працювати над своїми репутацією та надійністю. Банкіри збиралися навколо арки Януса, щоб вести свій бізнес, і, незважаючи на своє неофіційне розташування, точно професійно займалися своїми справами.  

### Приватні позики
До імперії було прийнято надавати позики шляхом укладання усного контракту. У ранній імперії позикодавці та позичальники почали застосовувати хірограф ("рукописний запис") для запису цих договорів і використовувати їх для підтвердження узгоджених умов.  Один примірник договору був представлений на зовнішній стороні хірографа, а другий примірник зберігався запечатаним у двох воскових табличках документа в присутності свідка.   Існували неформальні методи ведення обліку виданих та отриманих позик, а також формальні втілення, прийняті частими позикодавцями. Ці серійні кредитори використовували kalendarium для документування позик, які вони видавали для сприяння підрахунку відсотків, нарахованих на початку кожного місяця ( Календарі ).  Сторонами договорів повинні були бути римські громадяни, але є свідчення того, що це обмеження порушувалося.  Кредити громадянам також видавали з державних чи урядових посад. Наприклад, вважається, що храм Аполлона займався забезпеченими позиками, а будинки громадян використовував як застави.  Кредити рідше поширювались на громадян з боку уряду, як у випадку з Тиберієм, який дозволяв на трирічні періоди видавати безвідсоткові позики сенаторам, щоб запобігти кредитній кризі, яка насувалась. 

### Відстрочена оплата
Існує достатньо доказів відстрочених платежів та механізмів фінансування, про які можна вести переговори для великих закупівель. Відстрочені платежі використовувались на аукціоні вина чи олії, які були «на дереві» (ще не зібрані та не вироблені), вимагаючи оплати переможцем торгів задовго після закінчення аукціону. Римські селяни, яким були потрібні гроші для сплати податків, використовували б перевернуту форму цього процесу, продаючи право на частину свого врожаю в майбутньому в обмін на грошові кошти в даний час.  Sulpicii виникли як професійні банкіри в першому столітті нашої ери, і серед інших форм фінансового посередництва вони пропонували фінансування для спекулянтів на зернових ринках.  

## Державні фінанси
Ерарій (державна скарбниця) контролювалися членами уряду, зростаючи у владі й престижі спочатку квестора, претора, і врешті-решт в префекта . З початком Римської імперії відбулася велика зміна, оскільки імператори взяли на себе кермо фінансового управління. Август прийняв систему, яка, на перший погляд, була справедливою для Сенату. Подібно до того, як світ був поділений на провінції, визначені як імперські чи сенаторські, так була поділена і скарбниця. Вся данина, що була завезена з провінцій, що контролюються сенатором, віддавалася в ерарій, а територія імператорів перейшла до скарбниці імператора - фіск . 
Спочатку цей процес розподілу здавалося працював, хоча юридична формальність не маскувала перевагу імператора або його часто використовуване право переказу коштів туди і назад регулярно з ерарію в фіск. Фіск фактично оформився після правління Августа і Тіберія. Він почався як приватний фонд ( fiscus, що означає гаманець або кошик), але перетворився на всі імперські кошти, не тільки приватні маєтки, але й усі державні землі та фінанси під імператорським оком. 
Власність правителів зросла настільки, що зміни повинні були відбутися десь у ІІІ столітті, швидше за все при Септимієві Севері . Відтепер імперська скарбниця була розділена. Фіск був збережений для управління фактичними доходами уряду, тоді як патримоній був створений для зберігання особистого статку, спадщини імператорського дому. Існує чимало запитань щодо точного характеру цієї оцінки, включаючи, можливо, res privata (майно) настільки поширений у пізній імперії . 
Подібно до того, як у Сенаті були свої власні фінансисти, такі ж були і в імператорів. Головою фіска в перші роки був rationalis, спочатку вільновідпущенник через бажання Августа передати цю посаду в руки слуги, вільного від класових вимог традиційного суспільства. У наступні роки корупція та репутація вільновідпущеників змусили шукати нових і більш надійних адміністраторів. З часів Адріана (117-138 рр.) Будь-який rationalis вийшов зі стану вершників ( еквітів) і залишився таким навіть у часи хаосу ІІІ століття і до епохи Діоклетіана . 

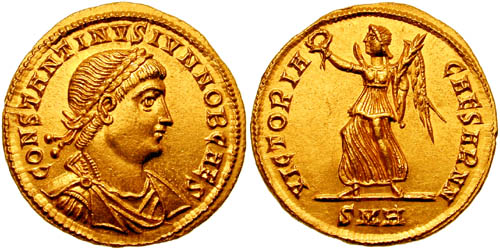
Золотий солід із зображенням Константина Першого

З Діоклетіаном відбулася низка масштабних реформ, і тотальний контроль над фінансами Імперії впав на тепер сильніший та централізованіший уряд. Податкові реформи вперше зробили можливим реальний бюджет у сучасному розумінні. Раніше він випускав податкові вимоги до міст і дозволяв їм розподіляти тягар. Відтепер імперський уряд, керований фіскальними потребами, диктував весь процес до рівня громадян. За Костянтина ця реформа продовжувалася з появою призначеного міністра фінансів - comes sacrarum largitionum (коміт священних щедрот). Він підтримував загальну скарбницю та надходження всіх доходів, поки Костянтин не розділив скарбницю на три, надавши префекту, коміту та управителю решту своїх власних скарбів. Скарбницю префекта називали «аркою». Його сили були спрямовані на контроль нового sacrum aerarium, в результаті комбінації ерарію та фіску.
Comes sacrarum largitionum була особою неймовірного впливу. Він відповідав за всі грошові податки, оглядав банки, скрізь керував монетними дворами та шахтами, ткацькими і фарбувальними підприємствами, виплачував зарплати та витрати багатьох департаментів держави, утримував імператорські палаци та інші громадські будівлі, постачав імператорському двору одяг та інші предмети. Для виконання цих багатьох завдань йому допомагали чисельний центральний персонал, регіональний та польовий підрозділи та невеликий персонал у великих містах та селищах. Трохи нижче за comes sacrarum були rationales, контролери, розміщені в кожній дієцезії. Вони контролювали збір усіх данини, податків чи зборів. Вони були скрізь і всемогутні, поки Костянтин не знищив їх після реорганізації повноважень міністерств палатинського рівня в 325-326 роках, обмеживши їх діяльність наглядом за збором податків, зібраних у золоті та сріблі, які здійснювалися губернаторами під загальним наглядом вікаріями. Rationales  втратили останню провінційну польову групу прокураторів між 330-337 роками. 
Тільки преторіанські префекти були більш потужними. Його посада, як віце-регент при імператорах, мала перевагу над усіма цивільними чиновниками та військовими офіцерами. Вони були головними очільниками фінансів імперії. Вони складали глобальний бюджет і встановлювали рівень оподаткування в усіх напрямках. До реформ Костянтина вони безпосередньо відповідали за постачання армії, Annona militaris, яка була окремим податком за часів Діоклетіана замість довільних реквізицій. Annona civilis, загальні в усіх значеннях податки в натурі були передані лише префектам. На їх опіку було доручено постачання продовольчих товарів столицям, імператорським підприємствам озброєння, утримання державної пошти. Magister officiorum, який був своєрідним міністром внутрішніх справ та державної безпеки, і  comes rerum privatarum, могли політично протидіяти comes sacrarum largitionum. Magister officiorum (майстер посад) приймав усі основні рішення, що стосувались розвідки, не був фіскальним службовцем і не міг перешкоджати функціонуванню sacrae largitiones і res privata. Comes sacrarum largitionum поступово втрачав владу над префектам, оскільки все більш і більше натуральних податків його відомства конвертувалися на золото. До V століття їхні дієцезні співробітники вже не мали великого значення, хоча вони продовжували виконувати свої обов'язки. Однак керівники міністерства продовжували частково мати владу у 430-х роках, оскільки апеляційна юрисдикція у фіскальних справах була повернута їм у 385 році. 
Імператорські маєтки та володіння були величезними. Їхній res privata був безпосередньо під керівництвом РП. Патримоніум, або імперська спадщина, були землями орендованими приватними особами. Обидва були під юрисдикцією comes rerum privatarum . На Заході імперії рентні та податкові доходи ділилися з sacrae largitionum, на відміну від Сходу. На Сході адміністрація палацу поступово посіла посаду після 450, а РП остаточно було розпущено наступниками Юстиніана. 

## Дивись також
- Коміт
- Конгіарій
- Донатив
- Фіск
- Раціонібус
- Римська комерція
- Римська економіка